# Jahān Khvosh
Jahān Khvosh (persiska: جَهان خُوش, جَهَن خُش, جهان خوش) är en ort i Iran.   Den ligger i provinsen Lorestan, i den centrala delen av landet, 300 km sydväst om huvudstaden Teheran. Jahān Khvosh ligger 2 126 meter över havet och antalet invånare är 419.
Terrängen runt Jahān Khvosh är kuperad åt nordväst, men åt sydost är den platt.Runt Jahān Khvosh är det ganska glesbefolkat, med 29 invånare per kvadratkilometer. Närmaste större samhälle är Alīgūdarz, 17,0 km norr om Jahān Khvosh. Trakten runt Jahān Khvosh består i huvudsak av gräsmarker.